# Matriarch (album)
Matriarch è il quinto album in studio del gruppo musicale statunitense Veil of Maya, pubblicato nel 2015.

## Tracce
1. Nyu – 1:55
2. Leeloo – 2:51
3. Ellie – 3:03
4. Lucy – 2:55
5. Mikasa – 3:09
6. Aeris – 3:47
7. Three-Fifty – 3:26
8. Phoenix – 3:16
9. Matriarch (instrumental) – 1:18
10. Teleute (featuring Jason Richardson) – 3:00
11. Daenerys – 3:39
12. Lisbeth – 3:45

## Formazione
- Lukas Magyar – voce
- Marc Okubo – chitarra, programmazione
- Sammy Applebaum – batteria
- Danny Hauser – basso